# Warner Bros. Pictures
Warner Bros. Pictures je americké filmové produkční a distribuční studio divize Warner Bros. Pictures Group společnosti Warner Bros. Entertainment, jež je vlastněna firmou Warner Bros. Discovery. Založili jej v roce 1923 bratři Warnerovi. Studio je v rámci divize hlavním producentem hraných filmů a sídlí v komplexu Warner Bros. Studios v Burbanku v Kalifornii. Pod jeho hlavičkou jsou vydávány též animované filmy produkované společností Warner Bros. Pictures Animation.
Warner Bros. Pictures je jedním z pěti filmových studií v rámci divize Warner Bros. Pictures Group, dalšími jsou New Line Cinema, DC Studios, Castle Rock Entertainment a Spyglass Media Group. Kromě výroby vlastních filmů se stará o další produkční operace, distribuci v kinech, marketing a propagaci filmů produkovaných a vydávaných ostatními značkami Warner Bros., jakož i různými produkčními společnostmi nespadajícími do vlastnictví mateřské společnosti. Závěrečný díl filmové série o Harrym Potterovi je s 1,3 miliardy dolarů celosvětově nejvýdělečnějším filmem studia.

## Historie
Předchůdcem studia byla společnost Warner Features Company založená v New Castlu v Pensylvánii v roce 1911 filmařem Samem Warnerem a jeho obchodními partnery a bratry Harrym, Albertem a Jackem. Svůj první film, Peril of the Plains, jehož režie se ujal Sam, natočili v roce 1912 pro filmovou společnost St. Louis. V roce 1915 se Sam a Jack přestěhovali do Kalifornie, kde založili své produkční studio, zatímco Albert a Harry odcestovali do New Yorku, kde 8. července téhož roku založili společnost Warner Brothers Distributing Corporation, jež měla filmy vydávat. V roce 1918 vyrobili bratři Warnerové svůj první celovečerní film s názvem My Four Years in Germany. Toto válečné drama se stalo kasovním trhákem a pomohlo bratrům etablovat se jako prestižní studio.